# Deutsche Meisterschaften in der Nordischen Kombination 2012
Die Deutschen Meisterschaften in der Nordischen Kombination 2012 fanden am Sonntag, dem 7. Oktober 2012 im sächsischen Klingenthal statt. Der Veranstalter war der Deutsche Skiverband, während der Organisator der Skiverband Sachsen war. Ursprünglich sollte neben dem Gundersen-Wettkampf von der Großschanze auch ein Teamsprint durchgeführt werden, allerdings musste der Einzelwettkampf aufgrund eines Sturms verschoben werden, sodass der Teamsprint abgesagt wurde.
Deutscher Meister wurden Eric Frenzel vom WSC Oberwiesenthal sowie bei den Junioren Manuel Faißt vom SV Baiersbronn. Rennleiter der Meisterschaften war Andreas Hille, Bundestrainer war Hermann Weinbuch.

## Wettkampfanlagen

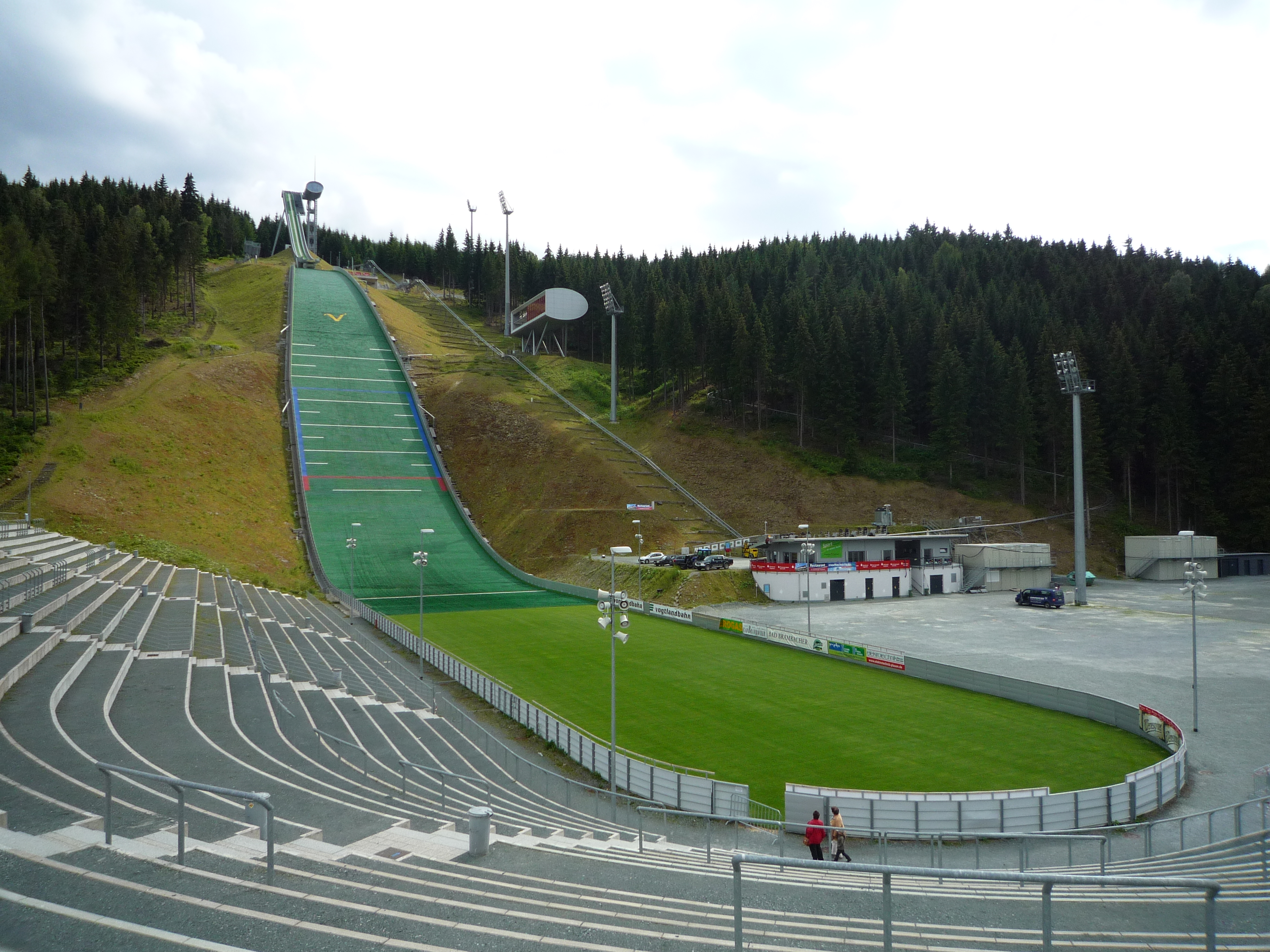
Großschanze der Vogtlandarena

Die Sprünge wurden auf der mit Matten belegten Großschanze in der Vogtland Arena abgehalten. Die Schanze hat ihren Konstruktionspunkt bei 125 Metern, die Hillsize liegt bei 140 Metern. Der Neigungswinkel des Anlaufs beträgt 35°.
Der Langlauf fand an der Laufstrecke an der Vogtlandarena statt. Es wurden drei Runden à 3800 Metern auf Rollski gelaufen. Dabei wurde eine Höhendifferenz von 49 Metern bei einem Gesamtanstieg von 161 Metern zurückgelegt.

## Teilnehmer
| 32 Teilnehmer aus fünf Bundesländern                               | 32 Teilnehmer aus fünf Bundesländern               |
| ------------------------------------------------------------------ | -------------------------------------------------- |
| - Thüringen (11) - Sachsen (9) – Gastgeber - Baden-Württemberg (6) | - Bayern (5) - Nordrhein-Westfalen (1) - Polen (2) |

## Ergebnisse

### Einzel (Gundersen 12km)
Der Einzelwettbewerb fand am 7. Oktober 2012 in der Gundersen-Methode (HS 140/12 km) statt. Es waren 32 deutsche Athleten gemeldet, jedoch kamen drei davon nicht in die Wertung. Darüber hinaus nahmen die Polen Tomasz Pochwała und Andrzej Zarycki als Gaststarter am Wettkampf teil, werden in der Ergebnisliste aber nicht aufgeführt. Eric Frenzel konnte nach der besten Sprungleistung seinen Vorsprung von 56 Sekunden auf den besten Läufer Johannes Rydzek behaupten und gewann seinen zweiten Meistertitel im Einzel.
| Platz | Name             | Verein                            | Sprungpunkte | Laufzeit | Rückstand |
| ----- | ---------------- | --------------------------------- | ------------ | -------- | --------- |
| 01.   | Eric Frenzel     | WSC Erzgebirge Oberwiesenthal/SVS | 137,0        | 32:01,6  |           |
| 02.   | Johannes Rydzek  | SC Oberstdorf/BSV                 | 122,9        | 31:07,6  | +2,0      |
| 03.   | Tino Edelmann    | SC Motor Zella-Mehlis/TSV         | 110,1        | 31:26,5  | +1:12,9   |
| 04.   | Björn Kircheisen | WSV 08 Johanngeorgenstadt/SVS     | 116,1        | 31:53,6  | +1:16,0   |
| 05.   | Manuel Faißt     | SV Baiersbronn/SBW                | 111,6        | 31:37,5  | +1:17,9   |
| 06.   | Janis Morweiser  | SC Oberstdorf/BSV                 | 109,9        | 31:39,8  | +1:26,2   |
| 07.   | Philipp Blaurock | SV Biberau/TSV                    | 109,6        | 31:40,1  | +1:28,5   |
| 08.   | Tobias Simon     | SZ Breitnau/SBW                   | 111,7        | 31:59,5  | +1:38,9   |
| 09.   | Johannes Firn    | WSV Schmiedefeld/TSV              | 114,1        | 32:59,2  | +2:29,6   |
| 10.   | Dominik Schwaar  | SC Sohland/SVS                    | 094,7        | 31:48,7  | +2:36,1   |
| 11.   | Tom Beetz        | SV Biberau/TSV                    | 105,2        | 32:31,6  | +2:37,0   |
| 12.   | Stephan Bätz     | WSV 08 Lauscha/TSV                | 089,6        | 31:29,2  | +2:37,6   |
| 13.   | Jakob Lange      | WSV Kiefersfelden/BSV             | 101,7        | 32:28,4  | +2:47,8   |
| 14.   | Christian Arlt   | WSV 08 Johanngeorgenstadt/SVS     | 085,7        | 31:29,9  | +2:53,3   |
| 15.   | Johannes Wasel   | SV Baiersbronn/SBW                | 101,7        | 32:28,4  | +2:47,8   |

### Teamsprint
Der Teamsprint sollte am 7. Oktober 2012 stattfinden, wurde allerdings abgesagt.

### Junioren Einzel
Der Einzelwettbewerb der Junioren fand am 21. Oktober 2018 in der Gundersen-Methode statt. Es waren 17 Athleten gemeldet, von denen 16 in die Wertung kamen.
| Platz | Name             | Verein                | Sprungpunkte | Laufzeit | Rückstand |
| ----- | ---------------- | --------------------- | ------------ | -------- | --------- |
| 01.   | Manuel Faißt     | SV Baiersbronn/SBW    | 111,6        | 31:37,5  |           |
| 02.   | Dominik Schwaar  | SC Sohland/SVS        | 094,7        | 31:48,7  | +1:18,2   |
| 03.   | Stephan Bätz     | WSV 08 Lauscha/TSV    | 089,6        | 31:29,2  | +1:19,7   |
| 04.   | Jakob Lange      | WSV Kiefersfelden/BSV | 101,7        | 32:28,4  | +1:28,4   |
| 05.   | Michael Schuller | WSV 08 Lauscha/TSV    | 094,7        | 32:52,2  | +1:54,7   |